# بلافتون (ایندیانا)
بلافتون (به انگلیسی: Bluffton) شهری در ایالت ایندیانا، ایالات متحده آمریکا است. در سرشماری سال ۲۰۱۰، جمعیت این شهر ۹،۸۹۷ نفر اعلام شد. این شهر مرکز بخشداری شهرستان ولز است.

## جغرافیا
بلافتون در موقعیت ۴۰°۴۴′۱۷″ شمالی ۸۵°۱۰′۲۰″ غربی / ۴۰٫۷۳۸۰۶°شمالی ۸۵٫۱۷۲۲۲°غربی قرار گرفته است.